# Poniatowka (stacja kolejowa)
Poniatowka (ros. Понятовка) – stacja kolejowa w miejscowości Poniatowka, w rejonie szumiackim, w obwodzie smoleńskim, w Rosji.
Od 28 listopada 2007, gdy zamknięto przystanek kolejowy Oswa, jest to stacja końcowa linii. Dalsza część szlaku w stronę położonego na Białorusi Krzyczewa jest nieprzejezdna.
Obecnie ze stacji nie jest prowadzony ruch pasażerski.